# Simona Mafai
Simona Mafai De Pasquale, née à Rome le 5 juillet 1928, morte à Palerme le 16 juin 2019, est une femme politique italienne.
Partisane, puis cadre dirigeante du Parti communiste italien, elle est sénatrice et militante pour les droits des femmes et contre la mafia. Elle a fondé et animé le magazine féministe Mezzocielo.

## Biographie

### Jeunesse et résistance
Fille des artistes Mario Mafai, né à Rome de père inconnu, et Antonietta Raphaël, juive lituanienne, fondateurs de l'École romaine de peinture, Simona Mafai grandit avec ses sœurs Miriam (1926-2012) et Giulia (1930-2021), dans un environnement culturel riche, proche des antifascistes.
Expulsée de l'école publique par la promulgation des lois raciales de 1938, elle est inscrite dans des écoles privées puis la famille déménage à Gênes à l'été 1939 où, lycéenne, elle se rapproche des mouvements communistes, son père abritant des réunions entre membres du CLN génois et du Parti communiste italien clandestin.
De retour à Rome après la chute du régime fasciste, Simona et Miriam Mafai participent à partir de septembre 1943 à l'organisation clandestine du Parti communiste pour laquelle elles distribuent le matériel de presse et de propagande, rencontrent d'autres groupes communistes, transportent du matériel.
Favorable au « virage de Salerne », elle occupe avec d'autres militants communistes, lors de la libération de Rome, en juin 1944, le siège du journal Il Lavoro fascista, via Quattro Novembre, qui devient le siège de l'organe du parti, l'Unità. Elle travaille comme dactylographe à la Commission nationale de propagande du PCI, où elle rencontre Franco Calamandrei, Carlo Salinari, Fabrizio Onofri et Mario Spinella.

### Débuts au PCI
Elle décide de s'engager pleinement au sein du parti, quitte le foyer familial pour vivre avec sa sœur aînée. Comme dactylo, elle recopie pour la première fois les carnets de prison de Gramsci. Elle intègre rapidement la Commission des femmes dirigée par Rita Montagnana et Lina Fibbi, et suit la formation des cadres féminins du parti. Elle parcourt le Latium et l'Ombrie pour organiser l'action partisane et cherche à agréger en 1948 les paysans de la plaine du Pô et les ouvriers du tabac de Padoue, dans une Vénétie, traditionnellement chrétienne-démocrate.
En septembre 1950, alors qu'elle vient d'être envoyé comme à Gênes comme responsable féminine, elle rencontre à l'école des cadres à Rome Pancrazio De Pasquale, secrétaire fédéral du PCI à Palerme, mais accusé de fractionnisme. Elle l'épouse à Rome en janvier 1952, les problèmes de son époux l'amenant à adopter une vision plus critique de son parti.

### Messine
Ayant suivi son mari dans son éloignement imposé à Gênes et Naples, Simona Mafai De Pasquale s'installe avec lui à Palerme puis Messine, dont il reprend la direction de la fédération provinciale à laquelle elle participe, et où naissent leurs deux filles, Raffaella et Sabina.
Active au sein du comité fédéral comme invitée et plus membre à part entière à partir de 1954, elle participe également à la section féminine qu'elle dirige aux côtés de Valeria Jülg et Erminia Paludetti, et à l'Union des femmes italiennes dont elle est responsable régionale au milieu des années 1950. Elle s'intéresse au sort des femmes actives dans la province, travaillant sans droits ni protections dans la plaine entre Milazzo et Barcellona Pozzo di Gotto pour les plantations d'agrumes et de tomates ainsi que la culture du jasmin, sur la côte tyrrhénienne pour la récolte des olives, dans les Nebrodi pour la récolte des noisettes, mais aussi le commerce, l'artisanat, la broderie et la couture, la petite industrie chimique et pharmaceutique. A San Piero Patti, elle initie en 1952 une grève des ramasseurs de noisettes aboutissant à une augmentation du salaire journalier. Elle participe également à la lutte des cueilleurs de jasmin dans la plaine de Milazzo entre les années 1950 et 1960 aux côtés Tindaro La Rosa et Alfredo Bisignani. A Messine, subissant encore les séquelles du séisme de 1908, elle milite aussi pour le droit au logement, dénonçant les intérêts et abus qui engendre la crise du logement, l'enrichissement de propriétaires d'auberges où sont hébergé temporairement les personnes sans toit.
Elle collabore à l'hebdomadaire Il Riscatto, publié par les fédérations communistes et socialistes de Messine dirigé par Alfredo Bisignani. Elle y consacre des articles sur l'histoire des mouvements politiques à Messine entre 1918 et 1925, aux figures comme Ettore Lombardo Pellegrino ou Giuseppe Toscano.

### Palerme
Son mari élu à la Chambre des députés depuis 1958, Simona Mafai emménage à Rome en 1962. Elle est engagée à la fédération communiste romaine, collabore au périodique Iniziativa Comunista puis intègre la Commission de propagande de la Direction nationale.
Mais en 1967, Pancrazio De Pasquale est élu à l'Assemblée régionale sicilienne et prend la direction du groupe parlementaire régional communiste. Sa femme revient donc s'installer à Palerme où il prend la responsabilité de la propagande et du travail culturel de la Fédération communiste de Palerme. Elle se rapproche des mouvements étudiants et participe à l'aide aux populations frappées par le tremblement de terre de la vallée du Belice de janvier 1968. Au milieu des années 1970, Mafai reprend son combat féministe : elle promeut un Conseil régional des femmes, milite pour la légalisation du divorce et l'avortement, lutte contre la mafia et contre la propagation de la drogue.
En 1976, elle est élue sénatrice du Parti communiste italien dans la circonscription de Gela, poste qu'elle occupe jusqu'en 1979. Elle siège à la commission de la Santé qui travaille sur la loi 194 sur l'avortement, dont elle valide le vote en tant que membre du Bureau du Sénat.
Elle n'est pas réélue aux élections générales de 1979, mais devient l'année suivante conseillère municipale de Palerme pour le PCI, et est réélue en 1985, jusqu'en 1990. Dans ces années, chef du groupe municipal communiste, elle s'élève au conseil municipal contre l'emprise mafieuse dans les affaires publiques, visant l'attribution des marchés publics municipaux qui vaut l'arrestation puis la condamnation de l'ancien maire Vito Ciancimino.
Elle laisse les fonctions électives en 1990 et quitte le PCI en réaction au Tournant de Bologne. En 1991, elle fonde avec la photojournaliste Letizia Battaglia  Rosanna Pirajno, Carla Aleo Nero et la journaliste Silvia Ferraris, la revue politique et culturelle Mezzocielo, qui cherche à traiter des questions sociales siciliennes et italiennes. Elle s'exprime sur l'évolution de la gauche sicilienne, l'absence de politiques publiques en faveur des banlieues et de l'égalité femmes-hommes, contre la mafia.
Après la mort du juge Paolo Borsellino dans l'attentat de la via D'Amelio elle participe au mouvement « Donne del digiuno », femmes qui manifestent dans la rue et jeûnent en signe de protestation.